# Skřivánek (firma)
Skřivánek s.r.o. je poskytovatel jazykových služeb v oblasti překladů a tlumočení včetně lokalizace, DTP služeb, a jazykové výuky v České republice. Z hlediska tržeb, počtu zaměstnanců i rozmístění poboček se řadí k největším jazykovým agenturám v ČR. V České republice má své pobočky v 10 městech, pobočky má dále v 12 zemích po celém světě.
Skřivánek zaměstnává více než 300 interních a 8000 externích spolupracovníků. Sídlo společnosti se nachází v Praze.

## Historie
Až do roku 1989 poskytovaly překlady, tlumočení a jazykovou výuku především státní agentury, např. Jazyková škola Brno, dříve Státní jazyková škola, nebo Pražská informační služba (PIS) a Mezinárodní organizace novinářů (MON). Po Sametové revoluci rozpoznal Pavel Skřivánek nově vzniklé příležitosti na východoevropském trhu a založil v roce 1994 Překladatelský servis skřivánek, s.r.o. V roce 1999 vznikla pod značkou Skřivánek síť jazykových škol.
Za dobu své existence získal Skřivánek zkušenosti v oblasti jazykového vzdělávání dětí školního i předškolního věku. Zařazení projektu předškolního vzdělávání se zaměřením na podporu jazykové výuky bylo v roce 2009 logickým krokem dalšího rozšíření portfolia služeb a bylo podnětem ke vzniku jazykové školky Skřivánek Smarties. V roce 2013 však mateřskou školu odkoupila jiná společnost.
Dle žebříčku jazykových agentur Common Sense Advisory v letech 2007 až 2021[zdroj?] se Skřivánek opakovaně řadí mezi největší jazykové agentury světa. Podle jejich každoročního průzkumu se v roce 2021 společnost Skřivánek umístila opět v TOP 100 největších agentur ve světě a ve východní Evropě získala dokonce první místo.
Společnost Skřivánek jako jedna z prvních ve svém oboru v České republice zavedla v roce 2002 systém řízení kvality dle normy EN ISO 9001. V roce 2011 Skřivánek úspěšně implementoval EN ISO 14001 (systém environmentálního managementu) a v následujícím roce získal certifikaci systému řízení bezpečnosti informací dle normy ČSN ISO/IEC 27001. Skřivánek je také držitelem oborové certifikace specifické pro překladatelský průmysl EN ISO 17100, která stanovuje požadavky na proces zpracování překladu a všechna další související hlediska, včetně prokazování kvality a sledovatelnosti. Skřivánek patří mezi registrované dodavatele překladů pro Evropskou unii.
Skřivánek poskytuje písemné odborné překlady, tlumočení a jazykovou výuku. Využívá nejnovější technologie z oblasti CAT nástrojů, lokalizuje a testuje software a webové stránky, provádí DTP práce ve všech cizích jazycích a jejich kombinacích. Nabídka v oblasti jazykového vzdělávání zahrnuje individuální i skupinovou výuku pro firmy a širokou veřejnost prezenčně nebo online, jazykové audity, jazykové zkoušky, telefonickou výuku.
Skřivánek je spoluzakladatelem Asociace českých překladatelských agentur ACTA (v roce 2005) a TAUS Data association – mezinárodní komunity podporující rozvoj technologií v překladovém procesu (v roce 2008).

## Struktura společnosti a pobočky
Česká mateřská společnost je společností s ručením omezením (s.r.o.) s dceřinými podniky v následujících zemích:
| - Belgie – Brusel - Bulharsko – Sofie, Plovdiv - Česká republika – Praha, Brno, Ostrava, Plzeň a dalších 15 měst - Estonsko – Tallinn - USA – New York | - Litva – Vilnius - Lotyšsko – Riga - Brazílie – Sao Paulo - Německo – Berlín | - Polsko – Varšava, Gdaňsk, Katovice, Krakov a dalších 5 měst - Rusko – Moskva - Slovensko – Bratislava, Košice, Žilina, Dunajská Streda - Slovinsko – Lublaň |

## Zakladatel společnosti Pavel Skřivánek
Pavel Skřivánek se narodil v roce 1968 ve Vyškově. Studoval v Praze na Vysoké škole ekonomické obor mezinárodní ekonomické vztahy. Během studia absolvoval studijní pobyty na Wirtschaftsuniversität ve Vídni a HfO v Berlíně. V roce 1992 studium ukončil s titulem inženýr ekonomie. V roce 1994 založil společnost Skřivánek pod názvem „Překladatelský servis skřivánek, s.r.o“ se sídlem ve Vyškově. Pod jeho vedením společnost expandovala na českém trhu. V druhé polovině devadesátých let se mu podařilo úspěšně proniknout do zahraničí.[zdroj?]